# Seven Kingdoms (Band)
Seven Kingdoms ist eine US-amerikanische Thrash- und Power-Metal-Band aus DeLand, Florida, die im Jahr 2007 gegründet wurde.

## Geschichte
Die Band wurde im Jahr 2007 von Gitarrist Camden Cruz und Sänger Bryan Edwards gegründet. Gitarrist Kevin Byrd, Schlagzeuger Keith Byrd, Bassist Cory Stene und Keyboarder John Zambrotto kamen kurze Zeit später hinzu. Die Band begab sich im August in das Morrisound Studio und nahm ihr Debütalbum Brothers of the Night auf. Der Veröffentlichung folgten diverse Auftritte in den USA mit Bands wie Sonata Arctica, The Agonist, Stephen Pearcey, Circle II Circle und The Absence. Im Jahr 2008 schrieb die Band an neuen Liedern. Zudem verließ Zambrotto die Band, sodass die Gruppe von nun an ohne Keyboarder war. Kurz darauf verließen auch Sänger Edwards und Bassist Stene die Band. Als Ersatz kamen Bassist Miles Neff und Sängerin Sabrina Valentine zur Besetzung.
Im September 2009 begab sich die Band in das Morrisound Studio, um ihr zweites Album mit dem Bandnamen als Titel aufzunehmen. Das Album wurde im Sommer 2010 bei Nightmare Records veröffentlicht. Gegen Ende des Jahres 2010 ging die Band mit Blind Guardian auf eine einmonatige Tour durch Nordamerika, wobei Aaron Sluss nun bei Seven Kingdoms als neuer Bassist in der Band war. Nach der Tour begannen die Arbeiten zu ihrem dritten Album. Am 9. Oktober 2012 erschien das neue Album The Fire Is Mine.
Im März und April 2013 gingen sie mit Stratovarius und Amaranthe auf Europa-Tour.

## Stil
Die Band spielt eine Mischung aus Thrash- und Power-Metal, wobei die Lieder mit frühen Werken von Blind Guardian vergleichbar sind. Die Liedtexte von Brothers of the Night thematisieren die Fantasy-Saga Das Lied von Eis und Feuer des Autors George R. R. Martin. Aus diesem Werk leitete sich auch der Name der Band ab.

## Diskografie
- 2007: Brothers of the Night (Album, Eigenveröffentlichung)
- 2010: Seven Kingdoms (Album, Nightmare Records)
- 2012: The Fire Is Mine (Album, Nightmare Records)
- 2017: Decennium (Album, Napalm Records)
- 2019: Empty Eyes (EP, Eigenveröffentlichung)
- 2022: Zenith (Album, Eigenveröffentlichung)